# Demise of Eros
Demise of Eros (engl.: Niedergang des Eros) war eine US-amerikanische Metalcore-Band aus Pittsburgh, Pennsylvania, die christlichen Metal spielte.

## Bandgeschichte
Die Band wurde im Jahre 2003 von Sänger Darren Belajac, den beiden Gitarristen John Ericson und Steve Stout, Bassist Chris Urbanek sowie Schlagzeuger Giuseppe „Gypsy“ Capolupo gegründet.
2005 erschien eine selbst finanzierte EP namens Another Night of the Same Charade. Die Band unterschrieb anschließend beim christlichen Label Strike First Records.
Im Jahr 2006 erschien ihr Debütalbum Neither Storm Nor Quake Nor Fire. Demise of Eros spielte auf Tourneen mit Bands wie Unearth, Terror, Haste the Day, Remembering Never und God Forbid. Im Jahr 2007 löste sich Demise of Eros auf.

## Musikstil
Demise of Eros spielten typischen Metalcore, der mit der ähnlich ausgerichteten Band War of Ages verglichen wurde.

## Diskografie
- 2005: Another Night of the Same Charade (EP, Eigenverlag)
- 2006: Neither Storm Nor Quake Nor Fire (Strike First Records)